# Lome Faʻatau
Lome Faʻatau (ur. 23 października 1975 r. w Wellington w Nowej Zelandii) – samoański rugbysta występujący na pozycji skrzydłowego; reprezentant kraju podczas Pucharu Świata w 2003 i 2007 roku.

## Kariera klubowa
Faʻatau, przed rozpoczęciem profesjonalnej kariery jako rugbysta, uczęszczał do St Patrick’s College w Wellington, gdzie był lokalną gwiazdą koszykówki. Kiedy opuścił college trafił do klubu rugby - Marist St Pat’s, gdzie zadebiutował w trzeciej lidze na pozycji obrońcy.
W Narodowych Mistrzostwach Prowincji po raz pierwszy wystąpił w 1999 roku, jako zawodnik Wellington Lions. W następnym roku przeniósł się do Taranaki, gdzie był jednym z najlepiej punktujących zawodników. W roku 2001 wrócił do Wellington, gdzie występował zarówno dla Lions, jak i dla występującego w lidze Super 12 klubu Hurricanes. Po dwóch latach na krótko związał się z zespołem Chiefs, po czym przeniósł się z powrotem do Hurricanes. W 2006 roku drużyna Samoańczyka dotarła do finału ligi Super 14, a sam Lome zdobył najwięcej (10) przyłożeń w całych rozgrywkach. W rzeczonym finale, przy fatalnych warunkach pogodowych (gęsta mgła), ostatecznie zwyciężyła drużyna Crusaders. Po Pucharze Świata w 2007 Faʻatau zamienił Nową Zelandię na Szkocję i obecnie występuje w klubie Glasgow Warriors.

## Kariera reprezentacyjna
Dla Manu Samoa zadebiutował 3 czerwca 2000 roku w spotkaniu przeciw Fidżi. Już w swoim pierwszym występie zdobył swoje pierwsze przyłożenie w kadrze. W 2003 roku wystąpił w trzech meczach Pucharu Świata zdobywając przyłożenie przeciw Urugwajowi. W roku 2004 Lome zagrał w dwóch spotkaniach Pacific Islanders. Kolejne trzy występy dołożył w 2006 roku, przeciw Irlandii zaliczając przyłożenie. Podczas występu w finałach Pucharu Świata w 2007 roku Faʻatau wystąpił w dwóch meczach: przeciwko Afryce Południowej i Stanom Zjednoczonym, w tym drugim zdobywając swoje 14, ostatnie przyłożenie w karierze. Zagrał w 35 meczach Manu Samoa.
Lome występował również w reprezentacji Samoa  w drużynie rugby siedmioosobowego.

## Varia
- Faʻatau na boisku rozpoznawalny jest między innymi dzięki peʻa, tradycyjnemu samoańskiemu tatuażowi pokrywającemu ciało od brzucha do kolan. Operacja zrobienia takiego tatuażu trwa dziewięć dni, do ośmiu godzin dziennie[1]. Tatuaż wykonuje się instrumentem zakończonym świńskim zębem. Peʻa ma symbolizować uznanie dla dziedzictwa Samoa.
- Faʻatau jako praktykujący chrześcijanin podczas meczu występuje z opaskami na nadgarstkach podpisanych inicjałami J i C (Jesus Christ).
- Brat Lome, Eneliko, był kapitanem drugoligowego irlandzkiego klubu De La Salle Palmerstown.